# 오언 윌슨
오언 윌슨(Owen Wilson, 1968년 11월 18일 ~ )은 미국의 시나리오 작가, 배우이다.

## 출연 작품

### 영화
- 1996년 《케이블 가이》
- 1996년 《바틀 로켓》
- 1997년 《아나콘다》
- 1997년 《이보다 더 좋을 순 없다》
- 1998년 《아마겟돈》
- 1998년 《퍼머넌트 미드나잇》
- 1999년 《더 헌팅》 - 루크 새너슨 역
- 1999년 《챔피언의 아침》
- 1999년 《마이너스 맨》
- 2000년 《상하이 눈》
- 2000년 《미트 페어런츠》
- 2001년 《쥬랜더》
- 2001년 《에너미 라인스》
- 2001년 《로얄 테넌바움》
- 2002년 《아이 스파이》
- 2003년 《상하이 나이츠》
- 2004년 《미트 페어런츠 2》
- 2004년 《빅 바운스》
- 2004년 《80일간의 세계일주》
- 2004년 《스타스키와 허치》
- 2004년 《스티브 지소와의 해저 생활》
- 2005년 《웨딩 크래셔》
- 2005년 《트러블 러브》
- 2006년 《카》 - 목소리 출연(더빙)
- 2006년 《유, 미 앤 듀프리》
- 2006년 《박물관이 살아있다》
- 2006년 《메이터와 유령》 - 단편 애니메이션/더빙
- 2007년 《다즐링 주식회사》
- 2008년 《말리와 나》
- 2008년 《드릴빗 테일러》
- 2009년 《박물관이 살아있다 2》
- 2009년 《판타스틱 Mr. 폭스》 - 목소리 출연(더빙)
- 2010년 《마마듀크》
- 2010년 《미트 페어런츠 3》
- 2010년 《에브리씽 유브 갓》
- 2011년 《미드나잇 인 파리》 - 길 역
- 2011년 《홀 패스》
- 2011년 《터키스》 - 목소리 출연(더빙)
- 2011년 《더 빅 이어》
- 2011년 《카 2》 - 목소리 출연(더빙)
- 2012년 《우디 앨런: 우리가 몰랐던 이야기》
- 2014년 《박물관이 살아있다:비밀의 무덤》 - 제더다이야 역
- 2016년 《쥬랜더 리턴즈》 - 한셀 역
- 2017년 《로스트 인 런던》
- 2017년 《카 3: 새로운 도전》 - 라이트닝 맥퀸 (더빙)
- 2017년 《원더》 - 네이트 풀먼
- 2017년 《파더 피거스》
- 2021년 《블리스》
- 2021년 《프렌치 디스패치》 - 세저락 역
- 2022년 《메리 미》 - 찰리 길버트 역
- 2023년 《헌티드 맨션》 - 켄트 역

## 프로듀서·각본
- 1998년 《맥스군 사랑에 빠지다》
- 2001년 《로얄 테넌바움》 - 각본, 기획
- 2006년 《유, 미 앤 듀프리》 - 각본, 제작

## 같이 보기
- 프랫 팩